# Aconit anthore
Espèce
Classification phylogénétique
L'aconit anthore (Aconitum anthora), également appelé Anthore ou aconit vénéneux, est une espèce de plantes herbacées vivaces du genre Aconitum, famille des Ranunculaceae.

## Description
L'aconit anthore se rencontre  sur les rocailles, éboulis, pelouses, généralement en milieu calcaire. Sa floraison est assez tardive : août à septembre.
Comme les autres aconits, c'est une espèce très toxique, considérée parmi les plus dangereuses de la flore de France. Le nom d'espèce anthora provient du fait qu'on croyait au Moyen Âge qu'il était un contrepoison de la Renoncule thora, la plus toxique des renoncules.
La morphologie de l'aconit anthore est proche de celle de l'aconit napel.
Les fleurs de l'aconit anthore sont généralement d'un jaune pâle, plus rarement bleues, tandis que celles de l'aconit napel sont bleu violacé ou violettes. Les feuilles de l'aconit anthore sont plus finement divisées que celles de l'aconit napel, ce qui permet de différencier les exemplaires à fleurs bleues.
L'aconit anthore pourrait aussi être confondu avec l'aconit tue-loup et l'aconit de Naples, qui sont également de couleur jaune pâle. Par contre le « casque » de ces aconits est beaucoup plus allongé.

## Caractéristiques
- Organes reproducteurs
  - Couleur dominante des fleurs : jaune
  - Période de floraison : juillet-septembre[1]
  - Inflorescence : racème de racèmes
  - Sexualité : hermaphrodite
  - Ordre de maturation : protandre
  - Pollinisation : entomogame
- Graine
  - Fruit : follicule
  - Dissémination : épizoochore
- Habitat et répartition
  - Habitat type : pelouses basophiles alpiennes, supra-liguriennes, mésohydriques
  - Aire de répartition : européen méridional

Données d'après : Julve, Ph., 1998 ff. - Baseflor. Index botanique, écologique et chorologique de la flore de France. Version : 23 avril 2004.

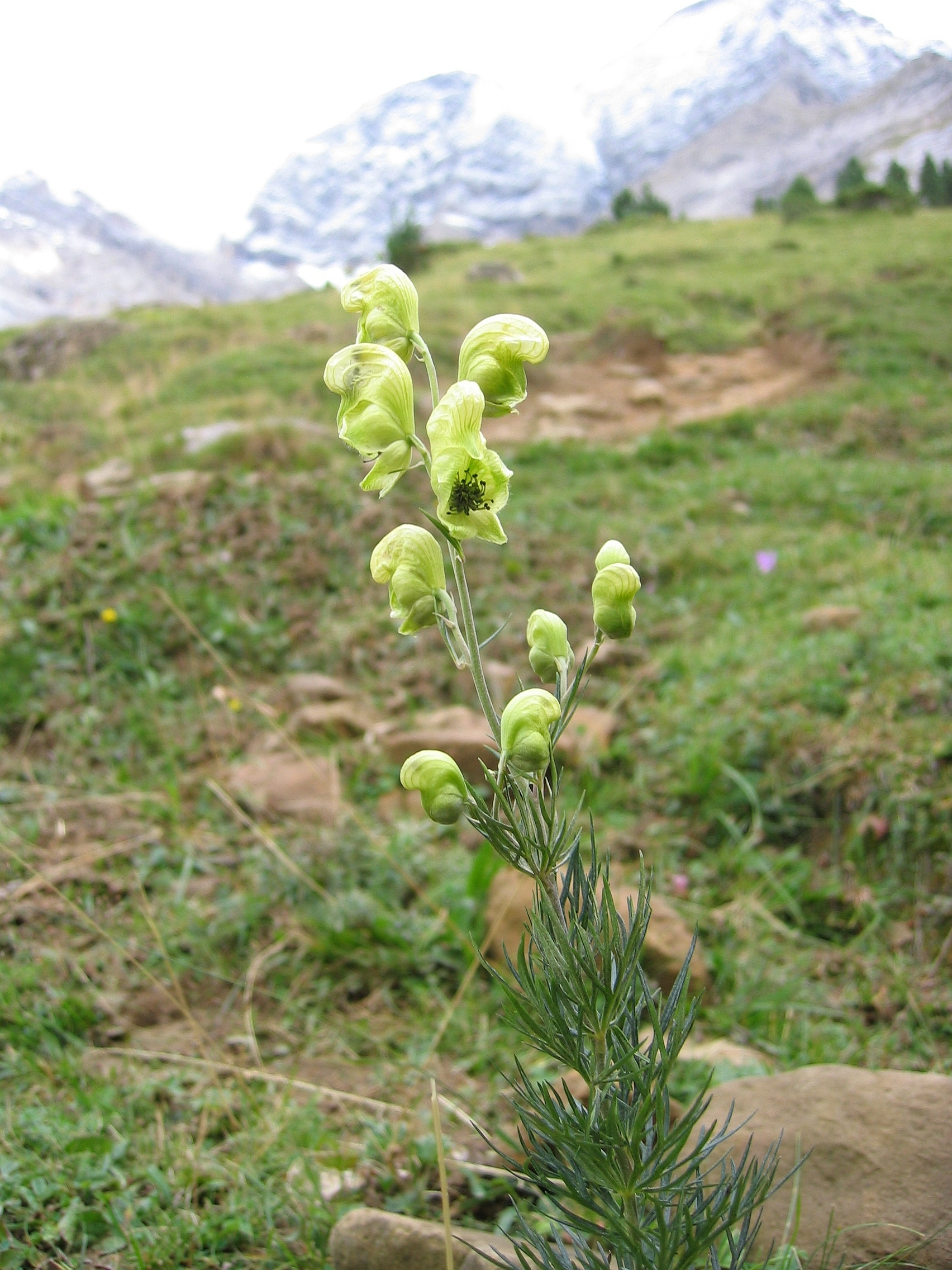
Aconitum anthora.
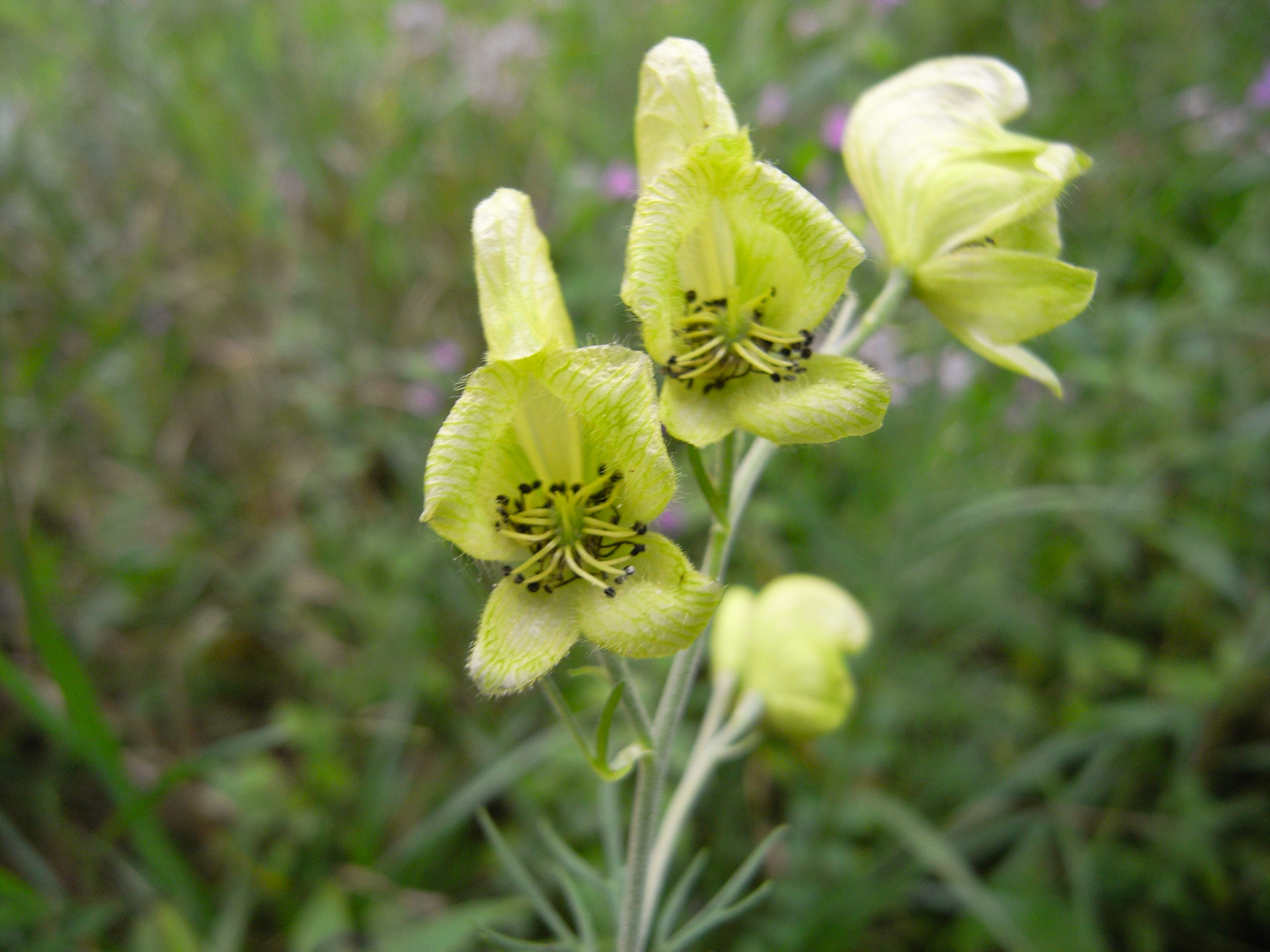
Fleurs.
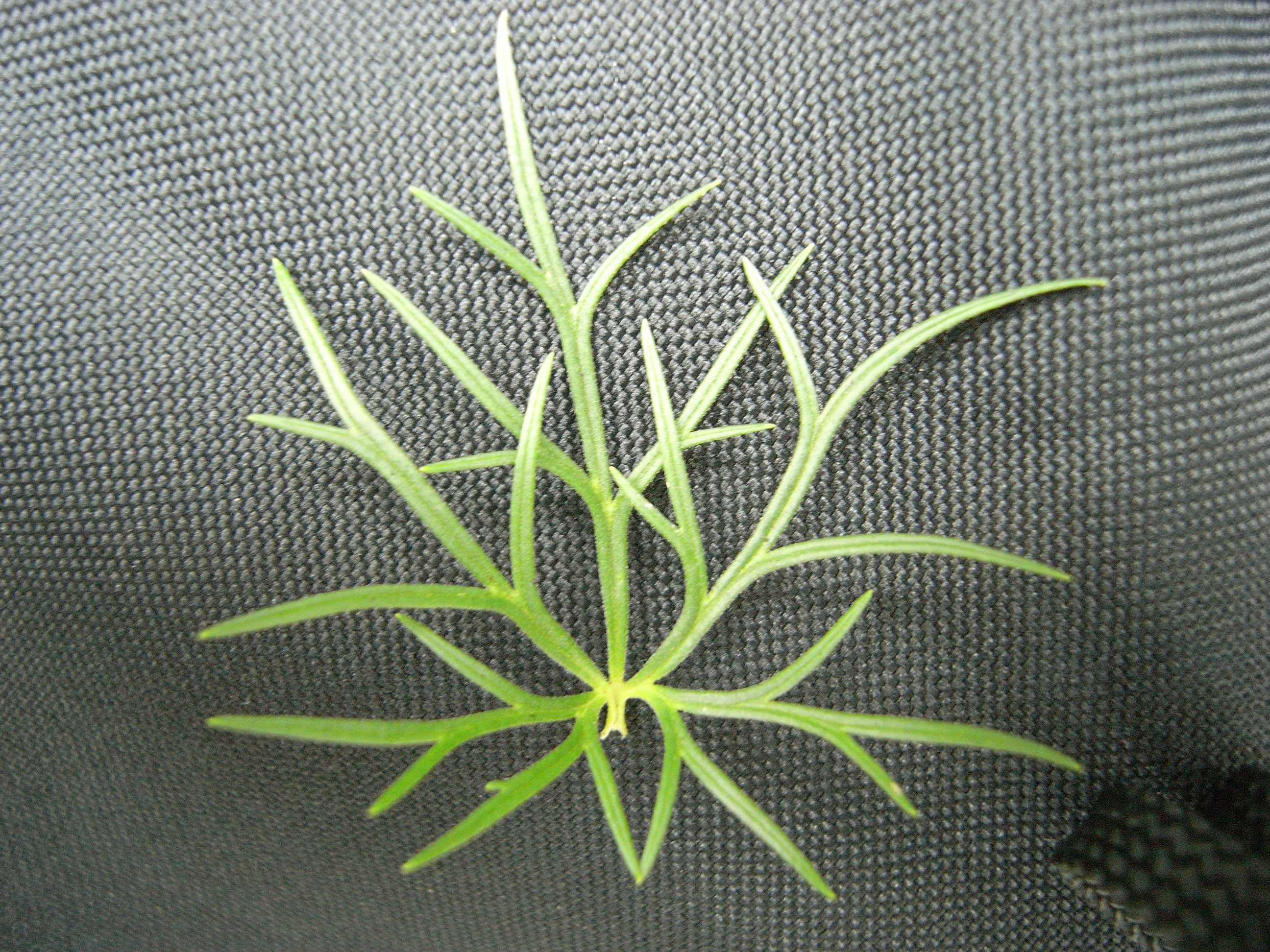
Feuille.
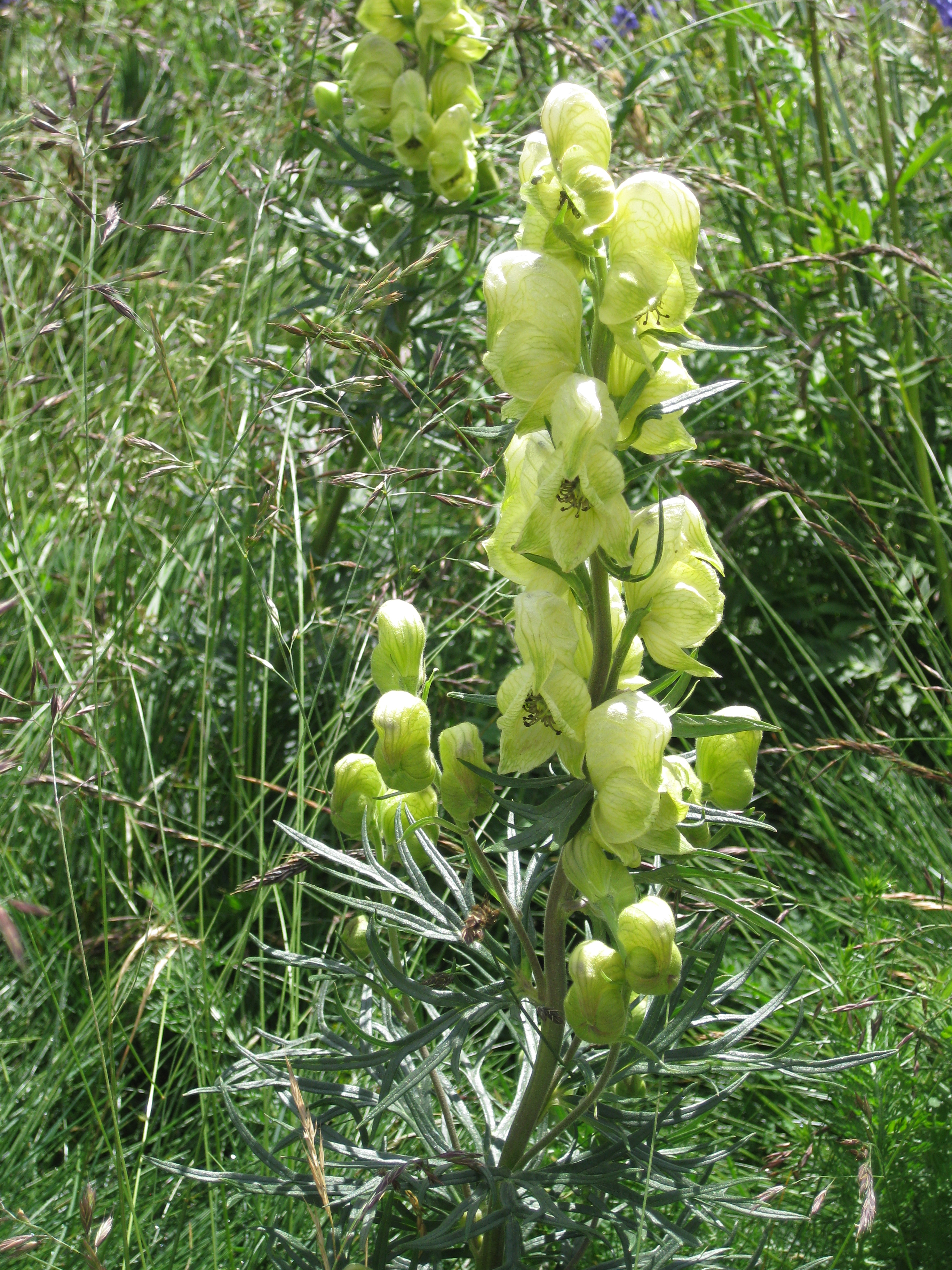
fleurs.